# Џамија имама Алија
Уточиште имама Алија (арап. حَرَم ٱلْإِمَام عَلِيّ ), познатије као Алијева џамија (арап. مَسْجِد عَلِيّ), која се налази у Наџафу, Ирак, је шиитска муслиманска џамија у којој се налази гробница Алија, рођака Мухамеда и првог шиитског имама, те четвртог праведног калифа. Према шиитском веровању,  поред Алија у овој џамији су и посмртни остаци Адама и Нуха (Ноје). Сваке године милиони ходочасника посећују храм и одају почаст имаму Алију. 

## Историја
Абасидски калиф Харун ел-Рашид саградио је прву грађевину над гробницом имама Алија 786. године, која је укључивала зелену куполу. 
Калиф Ал-Мутавакил поплавио је место 850. године, али је Абу'л-Хајџа, Хамданидски владар Мосула и Алепа, обновио светилиште 923. године, укључујући и велику куполу. 
Селџучки султан Малик-Шах I приложио је 1086. светилишту значајне дарове, као и калиф Ал-Насир. 
Османски султан Абдулазиз обновио је Портал сатова (Баб ал-Са'а) и Портал муслимана Ибн Акила 1863. године, а први позлаћен 1888. године од стране катарског султана Насера ал-Дин Шаха Кахара .  1886. султан Насер ал-Дин такође је поправио куполу јер је у њој дошло до пукнућа због временских неприлика. 
Током устанка у марту 1991. године, након рата у Перзијском заливу, републиканска гарда Садама Хусеина оштетила је светилиште, у коме су припадници шиитске опозиције, увучени у кут, у налету на светињу и масакришући готово све њене станаре. После тога светилиште је било затворено две године, службено ради поправке. Садам Хусеин је такође депортовао у Иран велики број становника тог подручја иранског порекла.

## Верски статус
Као место погреба друге по важности личности шиитског ислама, ову џамију сви шиити сматрају четвртим најсветијим исламским местом. Бостон глоуб пише да је „за шиите Наџаф четврти најсветији град, иза Меке и Медине у Саудијској Арабији и џамије Ал-Акса у Палестини“. Процењује се да само Карбала, Мека и Медина имају више муслиманских ходочасника. Хадис који се приписује Џафар ас-Садику, шестом шиитском имаму, спомиње ово место као једно од „пет дефинитивних светих места која веома поштујемо“.
Место годишње у просеку посети најмање 8 милиона ходочасника, што се процењује да ће се у наредним годинама повећати на 20 милиона. Многи шиити верују да „Али није желео да непријатељи оскрнаве његов гроб и због тога су тражили од пријатеља и породице да га потајно сахране. Претпоставља се да је тај тајни гроб откривен касније током Абасидског калифата од стране Ас-Садика. Већина Шиита прихвата да је Али сахрањен у џамији имама Али, у данашњем Наџафу, који је израстао око светилишта.

## Архитектура и уређење
Џамија је позната по великој куполи. Близу њених великих врата налазе се два минарета. Велика купола прекривена је златним плочама од 7777 опека, а ту су и тиркизни мозаици који прекривају бочне и задње зидове. 
Улаз у светилиште је кроз три главна монументална портала на источној, сјеверној и јужној страни, који се називају главни или портал са сатом, портал ал-Туси и портал Кибла. Постоје два додатна монументална портала, Муслим Муслим Ибн 'Акил, сјеверно од Капије сата, и ал-' Амара, или Портал Ел-Фарај, у југозападном углу. Двориште окружује унутрашњу светињу, док је унутрашње светиште повезано на западу са џамијом Ал-Ра. Унутрашња светилиште је велика коцка са шупљим ивицама, а на врху је лук у облику лука 42 m (138 ft) у висину и са стране близанка 38 m (125 ft) високи минарети.  ‍:88–91

## Галерија
- Поглед на џамију из ваздуха
- Зарих који покрива кабр (гроб) имама Алија
- Златни иван
- Током Арба'ена а 2015